# HATS-44
HATS-44, TOI-437 — одиночная звезда в созвездии Голубя на расстоянии около 1422 световых лет (около 436 парсек) от Солнца. Видимая звёздная величина звезды — +14,428m. Возраст звезды определён как около 9,7 млрд лет.
Вокруг звезды обращается, как минимум, одна планета.

## Характеристики
HATS-44 — оранжевый карлик спектрального класса K0V. Масса — около 0,86 солнечной, радиус — около 0,88 солнечного, светимость — около 0,4 солнечной. Эффективная температура — около 4846 K.

## Планетная система
В 2017 году командой астрономов, работающих в рамках обзора HATSouth, было объявлено об открытии планеты HATS-44 b.